# Fußball-Europameisterschaft 2021/Statistik
Dieser Artikel gibt einen Überblick über die Rekorde und Statistiken zur Fußball-Europameisterschaft 2021.

## Tore

### Torschützen
| Platz | Spieler               | Tore | Elfmeter- tore | Vorlagen | Spielzeit | Bemerkung |
| ----- | --------------------- | ---- | -------------- | -------- | --------- | --- |
| 01    | Cristiano Ronaldo     | 5    | 3              | 1        | 360       | Durch das erste Tor alleiniger Rekordtorschütze bei EM-Endrunden; durch das vierte Tor alleiniger Rekordtorschütze bei EM- und WM-Endrunden; durch das fünfte Tor gemeinsamer Länderspiel-Rekordtorschütze (mit Ali Daei für den Iran) |
| 02    | Patrik Schick         | 5    | 1              | 0        | 404       | Tor aus weitester Entfernung (45 m) seit Beginn der Datenerfassung 1980 |
| 03    | Karim Benzema         | 4    | 1              | 0        | 349       | |
| 04    | Emil Forsberg         | 4    | 1              | 0        | 371       | Schnellstes Tor des Turniers und zweitschnellstes Tor der EM-Endrunden (nach 82 Sekunden) |
| 05    | Romelu Lukaku         | 4    | 1              | 0        | 444       | |
| 06    | Harry Kane            | 4    | 0              | 0        | 649       | |
| 07    | Xherdan Shaqiri       | 3    | 0              | 1        | 371       | |
| 08    | Raheem Sterling       | 3    | 0              | 1        | 641       | |
| 09    | Kasper Dolberg        | 3    | 0              | 0        | 225       | |
| 10    | Robert Lewandowski    | 3    | 0              | 0        | 270       | |
| 11    | Georginio Wijnaldum   | 3    | 0              | 0        | 360       | |
| 12    | Haris Seferović       | 3    | 0              | 0        | 382       | 800. Tor aller EM-Endrunden |
| 13    | Álvaro Morata         | 3    | 0              | 0        | 452       | |
| 14    | Pablo Sarabia         | 2    | 0              | 2        | 252       | |
| 15    | Memphis Depay         | 2    | 1              | 2        | 327       | |
| 16    | Andrij Jarmolenko     | 2    | 0              | 2        | 445       | |
| 17    | Ivan Perišić          | 2    | 0              | 1        | 261       | |
| 18    | Mikkel Damsgaard      | 2    | 0              | 1        | 330       | |
| 19    | Ferrán Torres         | 2    | 0              | 1        | 366       | |
| 20    | Roman Jaremtschuk     | 2    | 0              | 1        | 430       | |
| 21    | Ciro Immobile         | 2    | 0              | 1        | 444       | |
| 22    | Joakim Mæhle          | 2    | 0              | 1        | 570       | |
| 23    | Matteo Pessina        | 2    | 0              | 0        | 191       | 100. Tor des Turniers |
| 24    | Manuel Locatelli      | 2    | 0              | 0        | 272       | |
| 25    | Yussuf Poulsen        | 2    | 0              | 0        | 295       | Zum Zeitpunkt des Treffers schnellstes Tor des Turniers und zweitschnellstes Tor der EM-Endrunden (nach 99 Sekunden), am 23. Juni durch Emil Forsberg übertroffen (nach 82 Sekunden)                                                   |
| 26    | Kai Havertz           | 2    | 0              | 0        | 304       | |
| 27    | Denzel Dumfries       | 2    | 0              | 0        | 315       | Erste Länderspieltore für Dumfries |
| 28    | Thorgan Hazard        | 2    | 0              | 0        | 358       | |
| 29    | Federico Chiesa       | 2    | 0              | 0        | 438       | Einziger Spieler, dessen Vater (Enrico Chiesa) ebenfalls bei einer EM-Endrunde (1996 gegen Tschechien) ein Tor erzielen konnte. |
| 30    | Lorenzo Insigne       | 2    | 0              | 0        | 512       | |
| 31    | Luke Shaw             | 1    | 0              | 3        | 575       | Erstes Länderspieltor für Shaw; schnellstes Tor in einem EM-Finale (nach 1:56 Minuten); schnellstes EM-Tor für England |
| 32    | Kevin De Bruyne       | 1    | 0              | 2        | 272       | |
| 33    | Robin Gosens          | 1    | 0              | 2        | 319       | |
| 34    | Thomas Meunier        | 1    | 0              | 2        | 327       | |
| 35    | Mislav Oršić          | 1    | 0              | 1        | 053       | Erstes Länderspieltor für Oršić |
| 36    | Ádám Szalai           | 1    | 0              | 1        | 198       | |
| 37    | Artjom Dsjuba         | 1    | 1              | 1        | 265       | |
| 38    | Tomáš Holeš           | 1    | 0              | 1        | 300       | |
| 39    | Diogo Jota            | 1    | 0              | 1        | 324       | |
| 40    | Antoine Griezmann     | 1    | 0              | 1        | 355       | |
| 41    | Paul Pogba            | 1    | 0              | 1        | 376       | |
| 42    | Luka Modrić           | 1    | 0              | 1        | 384       | |
| 43    | Oleksandr Sintschenko | 1    | 0              | 1        | 480       | |
| 44    | Artem Dowbyk          | 1    | 0              | 0        | 015       | Erstes Länderspieltor für Dowbyk |
| 45    | Mario Pašalić         | 1    | 0              | 0        | 046       | |
| 46    | Karol Linetty         | 1    | 0              | 0        | 079       | |
| 47    | Viktor Claesson       | 1    | 0              | 0        | 082       | |
| 48    | Michael Gregoritsch   | 1    | 0              | 0        | 108       | 700. Tor aller EM-Endrunden |
| 49    | İrfan Can Kahveci     | 1    | 0              | 0        | 112       | Erstes Länderspieltor für Kahveci |
| 49    | Saša Kalajdžić        | 1    | 0              | 0        | 112       | Erster Torschütze gegen Italien nach 1.168 Minuten (verbandsinterner Rekord: längste Spielzeit ohne Gegentor) |
| 51    | Leon Goretzka         | 1    | 0              | 0        | 139       | |
| 52    | Jordan Henderson      | 1    | 0              | 0        | 151       | Erstes Länderspieltor für Henderson |
| 53    | Mario Gavranović      | 1    | 0              | 0        | 152       | |
| 54    | Mikel Oyarzabal       | 1    | 0              | 0        | 164       | |
| 55    | Alexei Mirantschuk    | 1    | 0              | 0        | 173       | |
| 56    | Wout Weghorst         | 1    | 0              | 0        | 193       | |
| 57    | Callum McGregor       | 1    | 0              | 0        | 203       | Erstes Länderspieltor für McGregor |
| 57    | Nikola Vlašić         | 1    | 0              | 0        | 203       | |
| 59    | Marko Arnautović      | 1    | 0              | 0        | 217       | |
| 60    | András Schäfer        | 1    | 0              | 0        | 230       | |
| 61    | Joel Pohjanpalo       | 1    | 0              | 0        | 244       | 1. EM-Tor für Finnland |
| 62    | Goran Pandev          | 1    | 0              | 0        | 248       | 1. EM-Tor für Nordmazedonien |
| 63    | Christoph Baumgartner | 1    | 0              | 0        | 250       | |
| 64    | Attila Fiola          | 1    | 0              | 0        | 266       | |
| 65    | Ezgjan Alioski        | 1    | 0              | 0        | 270       | |
| 65    | Milan Škriniar        | 1    | 0              | 0        | 270       | |
| 67    | Kieffer Moore         | 1    | 0              | 0        | 288       | |
| 68    | Connor Roberts        | 1    | 0              | 0        | 310       | |
| 69    | Aaron Ramsey          | 1    | 0              | 0        | 354       | |
| 70    | Raphaël Guerreiro     | 1    | 0              | 0        | 360       | |
| 71    | Breel Embolo          | 1    | 0              | 0        | 367       | |
| 72    | Stefan Lainer         | 1    | 0              | 0        | 384       | |
| 73    | César Azpilicueta     | 1    | 0              | 0        | 402       | Erstes Länderspieltor für Azpilicueta |
| 74    | Thomas Delaney        | 1    | 0              | 0        | 462       | |
| 75    | Harry Maguire         | 1    | 0              | 0        | 510       | |
| 76    | Andreas Christensen   | 1    | 0              | 0        | 520       | |
| 77    | Martin Braithwaite    | 1    | 0              | 0        | 565       | |
| 78    | Aymeric Laporte       | 1    | 0              | 0        | 630       | Erstes Länderspieltor für Laporte |
| 79    | Leonardo Bonucci      | 1    | 0              | 0        | 675       | |

- Sortierreihenfolge: 1. Anzahl der Tore, 2. Anzahl der Vorlagen, 3. geringere Spielzeit
- Stand: 11. Juli 2021 (Endstand)[7]

### Eigentore
- Merih Demiral gegen Italien zum 0:1-Zwischenstand (erstes Tor der Endrunde, erstes Eigentor in einem EM-Eröffnungsspiel)
- Wojciech Szczęsny gegen die Slowakei zum 0:1-Zwischenstand (erstes Eigentor eines Torwarts bei EM-Endrunden)
- Mats Hummels gegen Frankreich zum 0:1-Endstand (erstes Eigentor der deutschen Mannschaft bei EM-Endrunden)
- Rúben Dias gegen Deutschland zum 1:1-Zwischenstand (erstes von zwei Eigentoren in diesem Spiel)
- Raphaël Guerreiro gegen Deutschland zum 1:2-Zwischenstand (zweites von zwei Eigentoren in diesem Spiel)
- Lukáš Hrádecký gegen Belgien zum 0:1-Zwischenstand
- Martin Dúbravka gegen Spanien zum 0:1-Zwischenstand (erstes von zwei Eigentoren in diesem Spiel)
- Juraj Kucka gegen Spanien zum 0:5-Endstand (zweites von zwei Eigentoren in diesem Spiel)
- Pedri gegen Kroatien zum 1:0-Zwischenstand (Rückpass zu Unai Simón, der diesen nicht kontrollieren konnte)
- Denis Zakaria gegen Spanien zum 0:1-Zwischenstand (fälschte Schuss von Jordi Alba unhaltbar für Yann Sommer ab)
- Simon Kjær gegen England zum 1:1-Zwischenstand (klärte Ball ins eigene Tor vor dem einschussbereiten Raheem Sterling)

### Vergebene Strafstöße
Im Spielverlauf zugestandene Strafstöße, die nicht verwandelt wurden
- Pierre Emile Højbjerg gegen Finnland (gleichzeitig erster Strafstoß des Turniers) – von Lukáš Hrádecký gehalten
- Gareth Bale gegen die Türkei – über das Tor geschossen
- Ezgjan Alioski gegen die Ukraine – von Heorhij Buschtschan zunächst abgewehrt, aber im Nachschuss verwandelt
- Ruslan Malinowskyj gegen Nordmazedonien – von Stole Dimitrievski gehalten
- Gerard Moreno gegen Polen – an den linken Pfosten geschossen
- Álvaro Morata gegen die Slowakei – von Martin Dúbravka gehalten
- Ricardo Rodríguez gegen Frankreich – von Hugo Lloris gehalten
- Harry Kane gegen Dänemark – von Kasper Schmeichel zunächst abgewehrt, aber im Nachschuss verwandelt

### Spielminuten ohne Gegentor
Italien stellte vor und während der EM einen verbandsinternen Rekord auf, in dem die Mannschaft 1168 Minuten ohne Gegentor blieb. Der alte Rekord aus den Jahren 1972 bis 1974 wurde durch Dino Zoff gehalten (1143 Minuten). Im Spiel gegen Österreich am 26. Juni 2021 wurde die seit dem 14. Oktober 2020 laufende Serie durch den Treffer von Sasa Kalajdzic in der 114. Minute beendet.

### 100. Treffer im 38. Turnierspiel
Matteo Pessina erzielte am 26. Juni 2021 im Achtelfinale zwischen Italien und Österreich mit dem zwischenzeitlichen 2:0 in der 105. Minute das 100. Tor im 38. Spiel des Turniers.

## Personen

### Spieler
Das Diagramm rechts gruppiert die 621 Spieler nach ihrem Jahrgang. Links sind die 24 Kader mit ihrem Durchschnittsalter am 11. Juni, dem Beginn der EM, aufgelistet. Die türkische Mannschaft ist mit einem Durchschnittsalter von 24,97 Jahren die jüngste der EM, während Belgien mit einem vier Jahre älteren Kader antritt und damit die älteste ist.
Die Türkei (−1,97) Tschechien (−1,82), Wales (−1,76), Spanien (−1,43), die Ukraine (−1,37), Russland (−1,21), Italien (−1,16), Portugal (−1,07), die Slowakei (−0,87), Frankreich (−0,59), Polen (−0,46), England (−0,36) und Ungarn (−0,12) treten mit jüngeren Kadern als 2016 an; Österreich (+0,20), die Schweiz (+0,88), Kroatien (+1,15), Schweden (+1,30), Deutschland (+1,73) und Belgien (+2,75) treten mit älteren Kadern an. Belgien besitzt mit einer durchschnittlichen Anzahl von 51,5 Länderspielen pro Spieler den erfahrensten Kader. Darunter vier Spieler mit mehr als 100 Länderspielen, einem Spieler (Dries Mertens), der im 2. Gruppenspiel sein 100. Länderspiel machte und einem Spieler (Romelu Lukaku), der beim Erreichen des Finales auch auf 100 Länderspiele hätte kommen können. Sie liegen damit vor den beiden Finalisten der letzten EM. Dagegen haben die schottischen Spieler im Schnitt nur 18,5 Länderspiele bestritten und keinerlei Turniererfahrung.
| Mannschaft     | Durchschnittsalter | Durchschnittliche Länderspiele |
| -------------- | ------------------ | ------------------------------ |
| Türkei         | 24,97 ± 3,45       | 21,2                           |
| England        | 25,48 ± 3,68       | 20,8                           |
| Spanien        | 26,51 ± 3,79       | 22,5                           |
| Ukraine        | 26,53 ± 4,46       | 25,7                           |
| Wales          | 25,56 ± 4,23       | 29,2                           |
| Schweiz        | 26,99 ± 3,09       | 33,7                           |
| Polen          | 27,08 ± 4,32       | 30,5                           |
| Schottland     | 27,34 ± 4,42       | 18,5                           |
| Niederlande    | 27,35 ± 4,67       | 25,4                           |
| Tschechien     | 27,40 ± 3,39       | 21,0                           |
| Deutschland    | 27,54 ± 3,53       | 32,1                           |
| Nordmazedonien | 27,64 ± 3,89       | 31,0                           |
| Dänemark       | 27,74 ± 3,62       | 30,0                           |
| Portugal       | 27,74 ± 4,97       | 40,2                           |
| Italien        | 27,75 ± 4,08       | 25,9                           |
| Kroatien       | 27,83 ± 3,83       | 35,1                           |
| Frankreich     | 27,86 ± 3,79       | 39,8                           |
| Österreich     | 27,86 ± 3,80       | 30,1                           |
| Ungarn         | 27,89 ± 3,93       | 20,7                           |
| Russland       | 27,90 ± 4,61       | 23,0                           |
| Finnland       | 28,04 ± 3,76       | 31,9                           |
| Slowakei       | 28,05 ± 4,01       | 34,9                           |
| Schweden       | 29,12 ± 4,45       | 36,9                           |
| Belgien        | 29,17 ± 3,57       | 51,5                           |

- Ältester Teilnehmer: Maarten Stekelenburg (Niederlande) mit 38 Jahren und 278 Tagen beim Achtelfinalspiel
- Jüngster Teilnehmer: Kacper Kozłowski (Polen) mit 17 Jahren und 241 Tagen beim ersten Gruppenspiel
- Jüngster eingesetzter Spieler: Kacper Kozłowski (Polen) mit 17 Jahren und 246 Tagen beim zweiten Gruppenspiel am 19. Juni. Er löste den Engländer Jude Bellingham als jüngsten EM-Spieler der Geschichte ab, der 2021 (nur wenige Tage zuvor) im Alter von 17 Jahren und 349 Tagen sein erstes EM-Spiel gemacht hatte.[11]
- Zwei Spieler wurden nominiert, deren Väter Europameister wurden: Marcus Thuram, Sohn von Lilian Thuram (Europameister 2000) und Kasper Schmeichel, Sohn von Peter Schmeichel (Europameister 1992)
- Spieler, die ihr 100. Länderspiel bei der EM bestritten: Dries Mertens (Belgien) gegen Dänemark am 17. Juni 2021.[12]
- Die meisten Spieler stellen die Finalisten der UEFA Champions League FC Chelsea und Manchester City (je 16), gefolgt von FC Bayern München (14), Manchester United und Juventus Turin (je 12), Dynamo Kiew (11), Borussia Dortmund und Borussia Mönchengladbach (je 10).
- Spanien hat als einzige Mannschaft das Limit von 26 Spielern nicht ausgeschöpft, sondern nur 24 Spieler nominiert.

Die meisten Spieler stellte wieder die Premier League: 119, was 19,2 % entspricht. Dabei haben nur Finnland, Österreich, Russland und Ungarn keine Spieler aus der englischen Top-Liga nominiert, Finnland aber immerhin drei Spieler aus der 2. und einen aus der 3. englischen Liga, Österreich hingegen nominierte mit Daniel Bachmann auch einen Spieler aus der 2. Liga, welcher mit seinem Verein FC Watford in der Saison unmittelbar vor der Europameisterschaft in die oberste Spielklasse aufgestiegen ist. Die zweite englische Liga stellte von den unteren Ligen die meisten Spieler (30), wobei etwas mehr als ein Drittel (11) davon von Wales nominiert wurden. Hinter der Premier League folgt wie 2016 die Fußball-Bundesliga mit 89 Spielern. Von den außereuropäischen Ligen stellte die Major League Soccer die meisten Spieler (7).
Gegenüber 2016 hat sich die Zahl der nominierten Bundesligaspieler um 55,1 %, der Serie A um 43,1 %, der Premier League um 16,7 % und der Primera División um 14,7 % erhöht, wobei berücksichtigt werden muss, dass sich die Anzahl der Spieler durch die Vergrößerung der Kader um 13 % erhöht hat.
England hat mit 23 Spielern die meisten Spieler aus der eigenen 1. Liga nominiert, gefolgt von Italien und Russland mit je 22. Die wenigsten Spieler aus der eigenen Liga nominierten Finnland und die Slowakei (je 1), gefolgt von Belgien und Österreich (je 2) sowie Schweden (2 plus 1 Zweitligaspieler). Für EM-Neuling Finnland wurden aus den meisten Ligen Spieler nominiert (17), gefolgt von Nordmazedonien (16) und der Slowakei (14), wogegen für England und Italien nur Spieler aus drei Ligen nominiert wurden.
| Ligen | BEL | DNK | DEU | ENG | FIN | FRA | ITA | HRV | NLD | MKD | AUT | POL | PRT | RUS | SCO | SWE | CHE | SVK | ESP | CZE | TUR | UKR | HUN | WAL | Spieler |
| --- | --- | --- | --- | --- | --- | --- | --- | --- | --- | --- | --- | --- | --- | --- | --- | --- | --- | --- | --- | --- | --- | --- | --- | --- | ------- |
| Albanien | –   | –   | –   | –   | –   | –   | –   | –   | –   | 1   | –   | –   | –   | –   | –   | –   | –   | –   | –   | –   | –   | –   | –   | –   | 1       |
| Belgien | 2   | –   | –   | –   | 1   | –   | –   | −   | –   | 1   | –   | –   | –   | –   | 1   | –   | –   | 1   | –   | –   | –   | 4   | –   | –   | 10      |
| Bosnien und Herzegowina | –   | –   | –   | –   | –   | –   | –   | –   | –   | 1   | –   | –   | –   | –   | –   | –   | –   | –   | –   | –   | –   | –   | –   | –   | 1       |
| China | –   | –   | –   | –   | –   | –   | –   | –   | –   | –   | 1   | –   | –   | –   | –   | 2   | –   | –   | −   | –   | –   | –   | –   | –   | 3       |
| Dänemark | –   | 4   | –   | –   | 1   | –   | –   | –   | –   | –   | –   | –   | –   | –   | –   | 3   | –   | –   | –   | –   | –   | –   | –   | –   | 8       |
| Dänemark II | –   | –   | –   | –   | 2   | –   | –   | –   | –   | –   | –   | –   | –   | –   | –   | –   | –   | –   | –   | –   | –   | –   | –   | –   | 2       |
| Deutschland I | 4   | 4   | 17  | 2   | 3   | 5   | –   | 2   | 1   | 1   | 21  | 1   | 2   | –   | –   | 3   | 12  | 3   | 1   | 4   | –   | –   | 4   | –   | 90      |
| Deutschland II | –   | –   | –   | –   | –   | –   | −   | –   | –   | –   | –   | 1   | –   | –   | –   | –   | −   | –   | –   | –   | 1   | –   | –   | –   | 2       |
| England I | 9   | 5   | 6   | 23  | –   | 7   | 2   | 1   | 4   | 1   | –   | 4   | 8   | –   | 10  | 3   | 3   | 2   | 10  | 3   | 4   | 2   | –   | 12  | 119     |
| England II | –   | 2   | –   | –   | 3   | –   | –   | 1   | 1   | –   | 1   | 3   | –   | –   | 4   | 2   | –   | –   | –   | 1   | –   | –   | 1   | 11  | 30      |
| England III | –   | –   | –   | –   | 1   | –   | –   | –   | –   | –   | –   | –   | –   | –   | −   | −   | –   | –   | −   | –   | –   | –   | –   | 1   | 2       |
| Finnland | –   | –   | –   | –   | 1   | –   | –   | –   | –   | –   | –   | –   | –   | –   | –   | –   | –   | –   | –   | –   | –   | –   | –   | –   | 1       |
| Frankreich I | 3   | 1   | 1   | –   | –   | 6   | 2   | 2   | 1   | –   | –   | 1   | 4   | 1   | –   | –   | 2   | –   | 1   | –   | 3   | –   | –   | –   | 28      |
| Frankreich II | –   | –   | –   | –   | –   | –   | –   | –   | –   | 1   | –   | –   | –   | –   | –   | –   | –   | –   | –   | –   | 1   | −   | –   | –   | 2       |
| Griechenland | –   | –   | –   | –   | 1   | –   | –   | –   | –   | –   | −   | 1   | –   | –   | –   | –   | –   | –   | –   | 1   | −   | –   | –   | –   | 3       |
| Italien I | 2   | 7   | 1   | –   | –   | 1   | 22  | 5   | 3   | 2   | –   | 7   | 2   | 1   | –   | 3   | 2   | 4   | 2   | 3   | 4   | 1   | –   | 1   | 73      |
| Italien II | –   | –   | –   | –   | 1   | –   | –   | –   | –   | 1   | –   | –   | –   | –   | –   | –   | –   | –   | –   | 1   | –   | –   | –   | –   | 3       |
| Japan | 1   | –   | –   | –   | –   | –   | –   | –   | –   | –   | –   | –   | –   | –   | –   | –   | –   | –   | –   | –   | –   | –   | –   | –   | 1       |
| Kroatien | –   | –   | –   | –   | –   | –   | –   | 7   | –   | 3   | –   | –   | –   | –   | –   | –   | 1   | –   | –   | –   | –   | –   | 1   | –   | 12      |
| Niederlande | –   | –   | –   | –   | 1   | –   | –   | –   | 12  | –   | –   | –   | –   | –   | –   | –   | 1   | 2   | –   | −   | 1   | –   | –   | –   | 17      |
| Nordmazedonien | –   | –   | –   | –   | –   | –   | –   | –   | –   | 3   | –   | –   | −   | –   | –   | –   | –   | –   | –   | –   | –   | –   | –   | –   | 3       |
| Norwegen | –   | –   | –   | –   | 1   | –   | –   | –   | –   | –   | –   | –   | –   | –   | –   | –   | –   | –   | –   | –   | –   | –   | –   | –   | 1       |
| Österreich | –   | –   | –   | –   | –   | –   | –   | –   | –   | –   | 2   | –   | –   | –   | –   | –   | –   | –   | –   | –   | –   | –   | –   | –   | 2       |
| Polen | –   | –   | –   | –   | 1   | –   | –   | 1   | –   | –   | –   | 4   | –   | –   | –   | –   | –   | 2   | –   | 1   | –   | –   | –   | –   | 9       |
| Portugal | 1   | –   | –   | –   | –   | –   | –   | –   | –   | –   | –   | –   | 6   | –   | –   | –   | 1   | –   | –   | –   | –   | –   | –   | –   | 8       |
| Russland | –   | –   | –   | –   | –   | –   | –   | 2   | 1   | –   | –   | 2   | –   | 22  | –   | 4   | –   | –   | –   | 1   | –   | –   | –   | –   | 32      |
| Schottland I | –   | –   | –   | –   | 1   | –   | –   | 1   | –   | –   | –   | –   | –   | –   | 10  | 1   | –   | –   | –   | –   | –   | –   | –   | –   | 13      |
| Schottland II | –   | –   | –   | –   | –   | –   | –   | –   | –   | –   | –   | –   | –   | –   | 1   | –   | –   | –   | –   | –   | –   | –   | –   |     | 1       |
| Schweden I | −   | 1   | –   | –   | 2   | –   | −   | –   | –   | –   | –   | –   | –   | –   | –   | 2   | –   | 1   | –   | –   | –   | –   | –   | –   | 6       |
| Schweden II | −   | –   | –   | –   | –   | –   | −   | –   | –   | –   | –   | –   | –   | –   | –   | 1   | –   | –   | –   | –   | −   | –   | –   | –   | 1       |
| Schweiz | –   | –   | –   | –   | –   | –   | –   | –   | –   | –   | 1   | –   | –   | –   | –   | –   | 4   | –   | –   | –   | –   | –   | 1   | –   | 6       |
| Serbien | –   | –   | –   | –   | –   | –   | –   | –   | –   | –   | –   | –   | –   | –   | –   | –   | –   | –   | –   | –   | –   | –   | 1   | –   | 1       |
| Slowakei | –   | –   | –   | –   | –   | –   | –   | –   | –   | 2   | –   | –   | –   | –   | –   | –   | –   | 1   | –   | –   | –   | –   | 1   | –   | 4       |
| Spanien I | 3   | 2   | 1   | 1   | –   | 7   | –   | 3   | 2   | 1   | –   | –   | 4   | 1   | –   | 1   | –   | 1   | 10  | –   | 1   | –   | –   | 1   | 39      |
| Spanien II | –   | –   | –   | –   | –   | –   | –   | –   | –   | 2   | –   | –   | –   | –   | –   | –   | –   | 1   | –   | –   | –   | –   | –   | –   | 3       |
| Tschechien | –   | –   | –   | –   | –   | –   | –   | –   | –   | –   | –   | –   | –   | –   | –   | –   | –   | 4   | –   | 11  | –   | –   | –   | –   | 15      |
| Türkei | 1   | –   | –   | –   | –   | –   | –   | 1   | –   | 1   | –   | –   | –   | 1   | –   | 1   | –   | –   | –   | –   | 11  | –   | 2   | –   | 18      |
| Ukraine | –   | –   | –   | –   | –   | –   | –   | –   | –   | –   | –   | 1   | –   | –   | −   | –   | –   | –   | –   | –   | –   | 18  | –   | –   | 19      |
| Ungarn | –   | –   | –   | –   | 1   | –   | –   | –   | –   | 2   | –   | –   | –   | –   | –   | –   | –   | 1   | –   | –   | –   | 1   | 12  | –   | 17      |
| Zypern | –   | –   | –   | –   | 2   | –   | –   | –   | –   | 3   | –   | –   | –   | –   | –   | –   | –   | 2   | –   | –   | –   | –   | 1   | –   | 8       |
| USA und Kanada | –   | –   | –   | –   | 3   | –   | –   | –   | –   | –   | –   | 1   | –   | –   | –   | –   | –   | 1   | –   | –   | –   | –   | 2   | –   | 7       |
| Anmerkung: Kursiv gesetzte Länder sind bei der EM nicht vertreten, da sie sich nicht qualifizieren konnten oder nicht der UEFA angehören. 1. 2. 3. |     |     |     |     |     |     |     |     |     |     |     |     |     |     |     |     |     |     |     |     |     |     |     |     |         |

### Trainer
- Ältester Trainer: Şenol Güneş (Türkei) mit 69 Jahren und 10 Tagen beim ersten Gruppenspiel
- Jüngster Trainer: Andrij Schewtschenko (Ukraine) mit 44 Jahren und 257 Tagen beim ersten Gruppenspiel
- Ausländische Trainer: Franco Foda (Deutschland/Österreich), Roberto Martínez (Spanien/Belgien), Marco Rossi (Italien/Ungarn), Paulo Sousa (Portugal/Polen)
- Folgende Trainer nahmen auch als Spieler an EM-Endrunden teil:
  - Frank de Boer (Niederlande) – 1992, 2000, 2004
  - Didier Deschamps (Frankreich) – 1992, 1996, 2000 (Europameister)
  - Luis Enrique (Spanien) – 1996
  - Roberto Mancini (Italien) – 1988
  - Andrij Schewtschenko (Ukraine) – 2012
  - Paulo Sousa (Portugal) – 1996, 2000
  - Gareth Southgate (England) – 1996, 2000
  - Stanislaw Tschertschessow (Russland) – 1996
- Folgende Trainer nehmen zum wiederholten Mal teil:
  - Didier Deschamps (Frankreich) – 2016/Finale: 7 Spiele
  - Joachim Löw (Deutschland) – 2008/Finale, 2012/Halbfinale, 2016/Halbfinale: 17 Spiele (Rekord)
  - Vladimir Petković (Schweiz) – 2016 (Achtelfinale): 4 Spiele
  - Fernando Santos (Portugal) – 2012/Viertelfinale (Griechenland), 2016/Europameister (Portugal): 11 Spiele

### Schiedsrichter
- Erfahrenste Schiedsrichter sind der Deutsche Felix Brych und der Türke Cüneyt Çakır, die vor der EM bereits 48 Länderspiele mit europäischen Mannschaften geleitet haben, davon Brych Spiele bei der WM 2014, EM 2016 und WM 2018, Çakır bei der EM 2012, 2016, WM 2014 und 2018.
- Unerfahrenste Schiedsrichter sind der Deutsche Daniel Siebert und der Schwede Andreas Ekberg, die vor der EM jeweils erst neun Länderspiele geleitet haben.
- Ältester Schiedsrichter ist der Niederländer Björn Kuipers, der am 11. Juni 48 Jahre und 75 Tage alt ist und damit die Altersgrenze der UEFA von 45 Jahren überschritten hat.
- Jüngster Schiedsrichter ist der Engländer Michael Oliver, der am 11. Juni 36 Jahre und 111 Tage alt war.
- Mit dem Argentinier Fernando Rapallini ist erstmals ein Schiedsrichter der südamerikanischen Konföderation an einer Europameisterschaft beteiligt. Er kam beim Gruppenspiel zwischen der Ukraine und Nordmazedonien zum Einsatz.
- Mit seinem Einsatz im Vorrundenspiel zwischen Frankreich und Deutschland stellte der spanische Schiedsrichterassistent Juan Carlos Yuste Jiménez einen neuen Rekord für die meisten EM-Endrundenteilnahmen (4) eines Spieloffiziellen auf. Yuste assistierte bei der Europameisterschaft 2008 Manuel Mejuto González, 2012 und 2016 Carlos Velasco Carballo, 2021 Carlos del Cerro Grande und kommt auf bisher neun Einsätze bei EM-Spielen.

Quelle:

## Karten

### Karten nach Spieler
| Rang | Spieler             | Land           | Gelbe Karte | Gelb-Rote Karte | Rote Karte | Sperren                                           |
| ---- | ------------------- | -------------- | ----------- | --------------- | ---------- | ------------------------------------------------- |
| 1.   | Marcus Danielson    | Schweden       | 1           |                 | 1          | Evtl. für das nächste Pflichtspiel                |
| 2.   | Matthijs de Ligt    | Niederlande    |             |                 | 1          | Evtl. für das nächste Pflichtspiel                |
| 2.   | Ethan Ampadu        | Wales          |             |                 | 1          | Für das Achtelfinale gegen Dänemark               |
| 2.   | Harry Wilson        | Wales          |             |                 | 1          | Evtl. für das nächste Pflichtspiel                |
| 2.   | Remo Freuler        | Schweiz        |             |                 | 1          | Evtl. für das nächste Pflichtspiel                |
| 6.   | Grzegorz Krychowiak | Polen          | 1           | 1               |            | Für das 2. Gruppenspiel gegen Spanien             |
| 7.   | Daniel Wass         | Dänemark       | 2           |                 |            | Erstvergehen gelöscht, da 2. Karte im Halbfinale* |
| 7.   | Matthias Ginter     | Deutschland    | 2           |                 |            | vor Wirkung ausgeschieden                         |
| 7.   | Harry Maguire       | England        | 2           |                 |            | Erstvergehen gelöscht, da 2. Karte im Halbfinale* |
| 7.   | Benjamin Pavard     | Frankreich     | 2           |                 |            | vor Wirkung ausgeschieden                         |
| 7.   | Marcelo Brozović    | Kroatien       | 2           |                 |            | vor Wirkung ausgeschieden                         |
| 7.   | Duje Ćaleta-Car     | Kroatien       | 2           |                 |            | vor Wirkung ausgeschieden                         |
| 7.   | Dejan Lovren        | Kroatien       | 2           |                 |            | Für das Achtelfinale gegen Spanien                |
| 7.   | Ezgjan Alioski      | Nordmazedonien | 2           |                 |            | vor Wirkung ausgeschieden                         |
| 7.   | Granit Xhaka        | Schweiz        | 2           |                 |            | Für das Viertelfinale gegen Spanien               |
| 7.   | Ondrej Duda         | Slowakei       | 2           |                 |            | vor Wirkung ausgeschieden                         |
| 7.   | Sergio Busquets     | Spanien        | 2           |                 |            | Erstvergehen gelöscht, da 2. Karte im Halbfinale* |
| 7.   | Jan Bořil           | Tschechien     | 2           |                 |            | Für das Achtelfinale gegen die Niederlande        |
| 7.   | Hakan Çalhanoğlu    | Türkei         | 2           |                 |            | vor Wirkung ausgeschieden                         |
| 7.   | Çağlar Söyüncü      | Türkei         | 2           |                 |            | vor Wirkung ausgeschieden                         |
| 7.   | Endre Botka         | Ungarn         | 2           |                 |            | vor Wirkung ausgeschieden                         |
| 7.   | Kieffer Moore       | Wales          | 2           |                 |            | vor Wirkung ausgeschieden                         |

| Rang | Spieler               | Land           | Gelbe Karte | Gelb-Rote Karte | Rote Karte |
| ---- | --------------------- | -------------- | ----------- | --------------- | ---------- |
| 23.  | Thomas Vermaelen      | Belgien        | 1           |                 |            |
| 23.  | Thorgan Hazard        | Belgien        | 1           |                 |            |
| 23.  | Toby Alderweireld     | Belgien        | 1           |                 |            |
| 23.  | Youri Tielemans       | Belgien        | 1           |                 |            |
| 23.  | Mikkel Damsgaard      | Dänemark       | 1           |                 |            |
| 23.  | Thomas Delaney        | Dänemark       | 1           |                 |            |
| 23.  | Mathias Jensen        | Dänemark       | 1           |                 |            |
| 23.  | Daniel Wass           | Dänemark       | 1           |                 |            |
| 23.  | Robin Gosens          | Deutschland    | 1           |                 |            |
| 23.  | İlkay Gündoğan        | Deutschland    | 1           |                 |            |
| 23.  | Kai Havertz           | Deutschland    | 1           |                 |            |
| 23.  | Joshua Kimmich        | Deutschland    | 1           |                 |            |
| 23.  | Leroy Sané            | Deutschland    | 1           |                 |            |
| 23.  | Phil Foden            | England        | 1           |                 |            |
| 23.  | Kalvin Phillips       | England        | 1           |                 |            |
| 23.  | Declan Rice           | England        | 1           |                 |            |
| 23.  | Glen Kamara           | Finnland       | 1           |                 |            |
| 23.  | Robin Lod             | Finnland       | 1           |                 |            |
| 23.  | Daniel O’Shaughnessy  | Finnland       | 1           |                 |            |
| 23.  | Tim Sparv             | Finnland       | 1           |                 |            |
| 23.  | Kingsley Coman        | Frankreich     | 1           |                 |            |
| 23.  | Antoine Griezmann     | Frankreich     | 1           |                 |            |
| 23.  | Lucas Hernández       | Frankreich     | 1           |                 |            |
| 23.  | Presnel Kimpembe      | Frankreich     | 1           |                 |            |
| 23.  | Hugo Lloris           | Frankreich     | 1           |                 |            |
| 23.  | Raphaël Varane        | Frankreich     | 1           |                 |            |
| 23.  | Nicolò Barella        | Italien        | 1           |                 |            |
| 23.  | Giovanni Di Lorenzo   | Italien        | 1           |                 |            |
| 23.  | Matteo Pessina        | Italien        | 1           |                 |            |
| 23.  | Domenico Berardi      | Italien        | 1           |                 |            |
| 23.  | Marco Verratti        | Italien        | 1           |                 |            |
| 23.  | Leonardo Bonucci      | Italien        | 1           |                 |            |
| 23.  | Rafael Tolói          | Italien        | 1           |                 |            |
| 23.  | Mateo Kovačić         | Kroatien       | 1           |                 |            |
| 23.  | Denzel Dumfries       | Niederlande    | 1           |                 |            |
| 23.  | Frenkie de Jong       | Niederlande    | 1           |                 |            |
| 23.  | Marten de Roon        | Niederlande    | 1           |                 |            |
| 23.  | Daniel Avramovski     | Nordmazedonien | 1           |                 |            |
| 23.  | Tihomir Kostadinov    | Nordmazedonien | 1           |                 |            |
| 23.  | Visar Musliu          | Nordmazedonien | 1           |                 |            |
| 23.  | Stefan Ristovski      | Nordmazedonien | 1           |                 |            |
| 23.  | Aleksandar Trajkovski | Nordmazedonien | 1           |                 |            |
| 23.  | Darko Velkovski       | Nordmazedonien | 1           |                 |            |
| 23.  | David Alaba           | Österreich     | 1           |                 |            |
| 23.  | Marko Arnautović      | Österreich     | 1           |                 |            |
| 23.  | Daniel Bachmann       | Österreich     | 1           |                 |            |
| 23.  | Aleksandar Dragović   | Österreich     | 1           |                 |            |
| 23.  | Martin Hinteregger    | Österreich     | 1           |                 |            |
| 23.  | Stefan Lainer         | Österreich     | 1           |                 |            |
| 23.  | Kamil Glik            | Polen          | 1           |                 |            |
| 23.  | Kamil Jóźwiak         | Polen          | 1           |                 |            |
| 23.  | Mateusz Klich         | Polen          | 1           |                 |            |
| 23.  | Robert Lewandowski    | Polen          | 1           |                 |            |
| 23.  | Jakub Moder           | Polen          | 1           |                 |            |
| 23.  | Diogo Dalot           | Portugal       | 1           |                 |            |

| Rang  | Spieler            | Land       | Gelbe Karte | Gelb-Rote Karte | Rote Karte |
| ----- | ------------------ | ---------- | ----------- | --------------- | ---------- |
| 23.   | João Palhinha      | Portugal   | 1           |                 |            |
| 23.   | Pepe               | Portugal   | 1           |                 |            |
| 23.   | Rúben Dias         | Portugal   | 1           |                 |            |
| 23.   | Dmitri Barinow     | Russland   | 1           |                 |            |
| 23.   | Igor Diwejew       | Russland   | 1           |                 |            |
| 23.   | Georgi Dschikija   | Russland   | 1           |                 |            |
| 23.   | Fjodor Kudrjaschow | Russland   | 1           |                 |            |
| 23.   | Magomed Osdojew    | Russland   | 1           |                 |            |
| 23.   | John McGinn        | Schottland | 1           |                 |            |
| 23.   | Scott McKenna      | Schottland | 1           |                 |            |
| 23.   | Stephen O’Donnell  | Schottland | 1           |                 |            |
| 23.   | Emil Forsberg      | Schweden   | 1           |                 |            |
| 23.   | Mikael Lustig      | Schweden   | 1           |                 |            |
| 23.   | Dejan Kulusevski   | Schweden   | 1           |                 |            |
| 23.   | Kristoffer Olsson  | Schweden   | 1           |                 |            |
| 23.   | Manuel Akanji      | Schweiz    | 1           |                 |            |
| 23.   | Nico Elvedi        | Schweiz    | 1           |                 |            |
| 23.   | Breel Embolo       | Schweiz    | 1           |                 |            |
| 23.   | Mario Gavranović   | Schweiz    | 1           |                 |            |
| 23.   | Kevin Mbabu        | Schweiz    | 1           |                 |            |
| 23.   | Fabian Schär       | Schweiz    | 1           |                 |            |
| 23.   | Ricardo Rodríguez  | Schweiz    | 1           |                 |            |
| 23.   | Silvan Widmer      | Schweiz    | 1           |                 |            |
| 23.   | Mario Gavranovic   | Schweiz    | 1           |                 |            |
| 23.   | Martin Dúbravka    | Slowakei   | 1           |                 |            |
| 23.   | Tomáš Hubočan      | Slowakei   | 1           |                 |            |
| 23.   | Milan Škriniar     | Slowakei   | 1           |                 |            |
| 23.   | Vladimír Weiss     | Slowakei   | 1           |                 |            |
| 23.   | Jordi Alba         | Spanien    | 1           |                 |            |
| 23.   | Rodri              | Spanien    | 1           |                 |            |
| 23.   | Pau Torres         | Spanien    | 1           |                 |            |
| 23.   | Aymeric Laporte    | Spanien    | 1           |                 |            |
| 23.   | Adam Hložek        | Tschechien | 1           |                 |            |
| 23.   | Lukas Masopust     | Tschechien | 1           |                 |            |
| 23.   | Vladimír Coufal    | Tschechien | 1           |                 |            |
| 23.   | Tomáš Kalas        | Tschechien | 1           |                 |            |
| 23.   | Michael Krmenčík   | Tschechien | 1           |                 |            |
| 23.   | Zeki Çelik         | Türkei     | 1           |                 |            |
| 23.   | Halil Dervişoğlu   | Türkei     | 1           |                 |            |
| 23.   | Burak Yılmaz       | Türkei     | 1           |                 |            |
| 23.   | Artem Dowbyk       | Ukraine    | 1           |                 |            |
| 23.   | Mykola Schaparenko | Ukraine    | 1           |                 |            |
| 23.   | Serhij Sydortschuk | Ukraine    | 1           |                 |            |
| 23.   | Andrij Jarmolenko  | Ukraine    | 1           |                 |            |
| 23.   | Attila Fiola       | Ungarn     | 1           |                 |            |
| 23.   | Loïc Nego          | Ungarn     | 1           |                 |            |
| 23.   | Willi Orban        | Ungarn     | 1           |                 |            |
| 23.   | Ádám Szalai        | Ungarn     | 1           |                 |            |
| 23.   | Joe Allen          | Wales      | 1           |                 |            |
| 23.   | Gareth Bale        | Wales      | 1           |                 |            |
| 23.   | David Brooks       | Wales      | 1           |                 |            |
| 23.   | Ben Davies         | Wales      | 1           |                 |            |
| 23.   | Chris Gunter       | Wales      | 1           |                 |            |
| 23.   | Chris Mepham       | Wales      | 1           |                 |            |
| 23.   | Joe Rodon          | Wales      | 1           |                 |            |
| Summe | Summe              | Summe      | 144         | 1               | 5          |

- Stand: 7. Juli 2021 (nach dem Halbfinale)
- Kursiv gesetzte Spieler sind bereits ausgeschieden
- Die zwei zu einem Platzverweis führenden Gelben Karten in einem Spiel (Gelb-Rote Karte) werden nicht einzeln aufgeführt, da sie bereits eine eigene Sperre nach sich ziehen.

* Mit Erreichen des Halbfinales haben einzeln stehende Gelbe Karten ihre Grundlage für eine Sperre verloren – sie wurden „gelöscht“.

### Wissenswertes
- Erste Gelbe Karte: Çağlar Söyüncü (Türkei) – 88. Minute Türkei – Italien
- Erste Gelb-Rote Karte: Grzegorz Krychowiak (Polen) – 62. Minute Polen – Slowakei (nach Gelb in der 22. Minute)
- Erste Rote Karte: Ethan Ampadu (Wales) – 55. Minute Italien – Wales

## Sperren
In der WM-Qualifikation hatten Witalij Mykolenko im zweiten Spiel und Patrik Schick im vorerst letzten Spiel die Rote Karte sowie Connor Roberts im vorerst letzten Spiel die Gelb-Rote Karte erhalten – die Spieler wurden aber bei der EM-Endrunde im ersten Gruppenspiel ihrer Mannschaften eingesetzt.
| Spieler             | Vergehen                                                       | Sperre im Spiel              |
| ------------------- | -------------------------------------------------------------- | ---------------------------- |
| Grzegorz Krychowiak | in Gruppe E gg. Slowakei                                       | Gruppe E gg. Spanien         |
| Marko Arnautović    | Beleidigung eines Gegenspielers in Gruppe C gg. Nordmazedonien | Gruppe C gg. Niederlande     |
| Ethan Ampadu        | in Gruppe A gg. Italien                                        | Achtelfinale gg. Dänemark    |
| Jan Bořil           | in Gruppe D gg. Kroatien in Gruppe D gg. England               | Achtelfinale gg. Niederlande |
| Dejan Lovren        | in Gruppe D gg. Tschechien in Gruppe D gg. Schottland          | Achtelfinale gg. Spanien     |
| Granit Xhaka        | in Gruppe A gg. Türkei im Achtelfinale gg. Frankreich          | Viertelfinale gg. Spanien    |

## Strafstöße
- Erster, zugleich vergebener Strafstoß: Pierre Emile Højbjerg (Dänemark) im Spiel Dänemark – Finnland 0:1 (0:0) (74. Minute)
- Erster verwandelter Strafstoß: Cristiano Ronaldo (Portugal) im Spiel Ungarn – Portugal 0:3 (0:0) (87. Minute)

## Spiele
- Das torreichste Spiel: 8 Tore beim 3:5 n. V. zwischen Kroatien und Spanien im Achtelfinale
- Der höchste Sieg: 5 Tore Differenz beim 5:0 von Spanien gegen die Slowakei in Gruppe E
- Das torreichste Unentschieden: 6 Tore beim
  - 3:3 zwischen Frankreich und Schweiz im Achtelfinale (Schweiz siegt im Elfmeterschießen)
- Die meisten Tore in einem Spiel durch eine Mannschaft:
  - 5 Tore von Spanien im Spiel gegen die Slowakei (5:0 in Gruppe E)
  - 5 Tore von Spanien im Spiel gegen Kroatien (5:3 n. V. im Achtelfinale)

## Star des Spiels
Der jeweilige „Star des Spiels“ wird von einem UEFA-eigenen Team von sogenannten „technischen Beobachtern“ nach nicht näher bekannten Kriterien ausgewählt.
| Star des Spiels         | Partie        | Star des Spiels     | Partie     | Star des Spiels         | Partie     |
| Vorrunde                | Vorrunde      | Vorrunde            | Vorrunde   | Vorrunde                | Vorrunde   |
| Spieltag 1              | Spieltag 1    | Spieltag 2          | Spieltag 2 | Spieltag 3              | Spieltag 3 |
| ----------------------- | ------------- | ------------------- | ---------- | ----------------------- | ---------- |
| Leonardo Spinazzola (1) | 3:0           | Gareth Bale         | 0:2        | Xherdan Shaqiri         | 3:1        |
| Breel Embolo            | 1:1           | Manuel Locatelli    | 3:0        | Federico Chiesa (1)     | 1:0        |
| Christian Eriksen       | 0:1           | Alexei Mirantschuk  | 0:1        | Andreas Christensen     | 1:4        |
| Romelu Lukaku (1)       | 3:0           | Romelu Lukaku (2)   | 1:2        | Kevin De Bruyne         | 0:2        |
| David Alaba             | 3:1           | Andrij Jarmolenko   | 2:1        | Georginio Wijnaldum     | 0:3        |
| Denzel Dumfries (1)     | 3:2           | Denzel Dumfries (2) | 2:0        | Florian Grillitsch      | 0:1        |
| Raheem Sterling         | 1:0           | Luka Modrić         | 1:1        | Bukayo Saka             | 0:1        |
| Patrik Schick           | 0:2           | Billy Gilmour       | 0:0        | Nikola Vlašić           | 3:1        |
| Milan Škriniar          | 1:2           | Alexander Isak      | 1:0        | Sergio Busquets (1)     | 0:5        |
| Victor Lindelöf         | 0:0           | Jordi Alba          | 1:1        | Emil Forsberg           | 3:2        |
| Cristiano Ronaldo       | 0:3           | László Kleinheisler | 1:1        | Joshua Kimmich          | 2:2        |
| Paul Pogba              | 1:0           | Robin Gosens        | 2:4        | Karim Benzema           | 2:2        |
| Finalrunde              |               |                     |            |                         |            |
| Achtelfinale            | Achtelfinale  | Kasper Dolberg      | 0:4        | Leonardo Spinazzola (2) | 2:1V       |
| Achtelfinale            | Achtelfinale  | Tomáš Holeš         | 0:2        | Thorgan Hazard          | 1:0        |
| Achtelfinale            | Achtelfinale  | Sergio Busquets (2) | 3:5V       | Granit Xhaka            | 3:3V, 4:5E |
| Achtelfinale            | Achtelfinale  | Harry Maguire       | 2:0        | Oleksandr Sintschenko   | 1:2V       |
| Viertelfinale           | Viertelfinale | Unai Simón          | 1:1V, 1:3E | Lorenzo Insigne         | 1:2        |
| Viertelfinale           | Viertelfinale | Thomas Delaney      | 1:2        | Harry Kane (1)          | 0:4        |
| Halbfinale              | Halbfinale    | Federico Chiesa (2) | 1:1V, 4:2E | Harry Kane (2)          | 2:1V       |
| Finale                  | Finale        | Leonardo Bonucci    | 1:1V, 3:2E |                         |            |

- (Zahl) = Anzahl der Auszeichnungen bei mehr als einer
- V = Ergebnis nach Verlängerung
- E = Ergebnis im Elfmeterschießen

## Inoffizielle Gesamttabelle
Die Gesamttabelle ist vorsortiert nach der erreichten Runde und nach den Regeln zur Ermittlung der vier besten Gruppendritten. Spiele, die im Elfmeterschießen entschieden werden, werden als Unentschieden gewertet.
Von der UEFA wird keine offizielle Gesamttabelle geführt. Die Tabelle ist manuell nach den verschiedenen Kriterien sortierbar.
| Pl. | Land           | Sp. | S | U | N | Tore    | Diff. | Punkte | Gelbe Karte | Gelb-Rote Karte | Rote Karte | FP  | Gruppe |
| --- | -------------- | --- | - | - | - | ------- | ----- | ------ | ----------- | --------------- | ---------- | --- | ------ |
| 1.  | Italien        | 7   | 5 | 2 | 0 | 013:400 | +9    | 17     | 12          | 0               | 0          | 12  | A1     |
| 2.  | England        | 7   | 5 | 2 | 0 | 011:200 | +9    | 17     | 6           | 0               | 0          | 6   | D1     |
| 3.  | Spanien        | 6   | 2 | 4 | 0 | 013:600 | +7    | 10     | 6           | 0               | 0          | 6   | E2     |
| 4.  | Dänemark       | 6   | 3 | 0 | 3 | 012:700 | +5    | 09     | 5           | 0               | 0          | 5   | B2     |
| 5.  | Belgien        | 5   | 4 | 0 | 1 | 009:300 | +6    | 12     | 4           | 0               | 0          | 4   | B1     |
| 6.  | Tschechien     | 5   | 2 | 1 | 2 | 006:400 | +2    | 07     | 7           | 0               | 0          | 7   | D3     |
| 7.  | Schweiz        | 5   | 1 | 3 | 1 | 008:900 | −1    | 06     | 11          | 0               | 1          | 14  | A3     |
| 8.  | Ukraine        | 5   | 2 | 0 | 3 | 006:100 | −4    | 06     | 4           | 0               | 0          | 4   | C3     |
| 9.  | Niederlande    | 4   | 3 | 0 | 1 | 008:400 | +4    | 09     | 3           | 0               | 1          | 6   | C1     |
| 10. | Schweden       | 4   | 2 | 1 | 1 | 005:400 | +1    | 07     | 5           | 0               | 1          | 8   | E1     |
| 11. | Frankreich     | 4   | 1 | 3 | 0 | 007:600 | +1    | 06     | 8           | 0               | 0          | 8   | F1     |
| 12. | Österreich     | 4   | 2 | 0 | 2 | 005:500 | ±0    | 06     | 6           | 0               | 0          | 6   | C2     |
| 13. | Portugal       | 4   | 1 | 1 | 2 | 007:700 | ±0    | 04     | 4           | 0               | 0          | 4   | F3     |
| 14. | Kroatien       | 4   | 1 | 1 | 2 | 007:800 | −1    | 04     | 7           | 0               | 0          | 7   | D2     |
| 15. | Deutschland    | 4   | 1 | 1 | 2 | 006:700 | −1    | 04     | 7           | 0               | 0          | 7   | F2     |
| 16. | Wales          | 4   | 1 | 1 | 2 | 003:600 | −3    | 04     | 9           | 0               | 2          | 15  | A2     |
| 17. | Finnland       | 3   | 1 | 0 | 2 | 001:300 | −2    | 03     | 4           | 0               | 0          | 4   | B3     |
| 18. | Russland       | 3   | 1 | 0 | 2 | 002:700 | −5    | 03     | 5           | 0               | 0          | 5   | B4     |
| 19. | Slowakei       | 3   | 1 | 0 | 2 | 002:700 | −5    | 03     | 6           | 0               | 0          | 6   | E3     |
| 20. | Ungarn         | 3   | 0 | 2 | 1 | 003:600 | −3    | 02     | 6           | 0               | 0          | 6   | F4     |
| 21. | Polen          | 3   | 0 | 1 | 2 | 004:600 | −2    | 01     | 6           | 1               | 0          | 9   | E4     |
| 22. | Schottland     | 3   | 0 | 1 | 2 | 001:500 | −4    | 01     | 3           | 0               | 0          | 3   | D4     |
| 23. | Nordmazedonien | 3   | 0 | 0 | 3 | 002:800 | −6    | 0      | 8           | 0               | 0          | 8   | C4     |
| 24. | Türkei         | 3   | 0 | 0 | 3 | 001:800 | −7    | 0      | 7           | 0               | 0          | 7   | A4     |
|     |                |     |   |   |   |         |       |        | 149         | 1               | 5          | 167 |        |

|  | Europameister        |
|  | Finalist             |
|  | Aus im Halbfinale    |
|  | Aus im Viertelfinale |
|  | Aus im Achtelfinale  |
|  | Aus in Vorrunde      |

| A1                      | Platzierung in der Gruppe                         |
| Fair-Play-Wertung (FP): |                                                   |
| Gelbe Karte             | je 1 Punkt                                        |
| Gelb-Rote Karte         | je 3 Punkte; erste Gelbe Karte ist hier enthalten |
| Rote Karte              | je 3 Punkte                                       |

## Fortlaufende Rangliste
Es handelt sich um die während des Turniers aktualisierte Ewige Endrunden-Rangliste der Fußball-Europameisterschaft. Das 1968 durch Losentscheid entschiedene Halbfinale Italien gegen UdSSR wird in dieser Tabelle als Remis gewertet – ebenso alle in Elfmeterschießen entschiedene Spiele.
| Rang | Mannschaft                                   | Teilnahmen | Spiele | Siege | Remis | Niederlagen | Torverhältnis | Tordifferenz | Punkte |
| ---- | -------------------------------------------- | ---------- | ------ | ----- | ----- | ----------- | ------------- | ------------ | ------ |
| 1.   | Deutschland (=)                              | 130        | 53     | 270   | 130   | 130         | 78:55         | +230         | 94     |
| 2.   | Italien ↑2                                   | 100        | 45     | 210   | 180   | 6           | 52:31         | +210         | 81     |
| 3.   | Spanien (=)                                  | 110        | 46     | 210   | 150   | 100         | 68:42         | +260         | 78     |
| 4.   | Frankreich ↓2                                | 100        | 43     | 210   | 120   | 100         | 69:50         | +190         | 75     |
| 5.   | Niederlande ↑1                               | 100        | 39     | 200   | 9     | 100         | 65:41         | +240         | 68     |
| 6.   | Portugal ↓1                                  | 8          | 39     | 190   | 100   | 100         | 56:38         | +180         | 67     |
| 7.   | England ↑2                                   | 100        | 38     | 150   | 130   | 100         | 51:37         | +14          | 58     |
| 8.   | Tschechien ↓1 (inkl. Tschechoslowakei)       | 100        | 37     | 150   | 7     | 150         | 48:47         | +1           | 52     |
| 9.   | Russland ↓1 (inkl. Sowjetunion und GUS)      | 120        | 36     | 130   | 7     | 160         | 40:52         | −120         | 46     |
| 10.  | Dänemark ↑1                                  | 9          | 33     | 10    | 6     | 170         | 42:50         | −8           | 36     |
| 11.  | Belgien ↑1                                   | 6          | 22     | 110   | 2     | 9           | 31:28         | +3           | 35     |
| 12.  | Kroatien ↓2                                  | 6          | 22     | 9     | 6     | 7           | 30:28         | +2           | 33     |
| 13.  | Schweden (=)                                 | 7          | 24     | 7     | 7     | 100         | 30:28         | +2           | 28     |
| 14.  | Griechenland (=)                             | 4          | 16     | 5     | 3     | 8           | 14:20         | −6           | 18     |
| 15.  | Schweiz ↑3                                   | 5          | 18     | 3     | 8     | 7           | 16:24         | −8           | 17     |
| 16.  | Wales (=)                                    | 2          | 10     | 5     | 1     | 4           | 13:12         | +1           | 16     |
| 17.  | Türkei ↓2                                    | 5          | 17     | 4     | 2     | 110         | 13:27         | −140         | 14     |
| 18.  | Polen ↓1                                     | 4          | 14     | 2     | 7     | 5           | 11:15         | −4           | 13     |
| 19.  | Jugoslawien (=) (und Serbien und Montenegro) | 5          | 14     | 3     | 2     | 9           | 22:39         | −170         | 11     |
| 20.  | Ungarn ↑1                                    | 4          | 11     | 2     | 4     | 5           | 14:20         | −6           | 10     |
| 21.  | Ukraine ↑9                                   | 3          | 11     | 3     | 0     | 8           | 08:19         | −11          | 09     |
| 22.  | Island ↓2                                    | 1          | 05     | 2     | 2     | 1           | 08:09         | −1           | 08     |
| 23.  | Österreich ↑9                                | 3          | 10     | 2     | 2     | 6           | 07:12         | −5           | 08     |
| 24.  | Schottland (=)                               | 3          | 09     | 2     | 2     | 5           | 05:10         | −5           | 08     |
| 25.  | Rumänien ↓3                                  | 5          | 16     | 1     | 5     | 100         | 10:21         | −110         | 08     |
| 26.  | Irland ↓3                                    | 4          | 10     | 2     | 2     | 6           | 06:17         | −110         | 08     |
| 27.  | Slowakei ↓1                                  | 2          | 07     | 2     | 1     | 4           | 05:13         | −8           | 07     |
| 28.  | Norwegen ↓3                                  | 1          | 03     | 1     | 1     | 1           | 01:01         | ±0           | 04     |
| 29.  | Bulgarien ↓2                                 | 2          | 06     | 1     | 1     | 4           | 04:13         | −9           | 04     |
| 30.  | Nordirland ↓2                                | 1          | 04     | 1     | 0     | 3           | 02:03         | −1           | 03     |
| 31.  | Finnland (neu)                               | 1          | 03     | 1     | 0     | 2           | 01:03         | −2           | 03     |
|      | Albanien ↓2                                  | 1          | 03     | 1     | 0     | 2           | 01:03         | −2           | 03     |
| 33.  | Slowenien ↓2                                 | 1          | 03     | 0     | 2     | 1           | 04:05         | −1           | 02     |
| 34.  | Lettland ↓1                                  | 1          | 03     | 0     | 1     | 2           | 01:05         | −4           | 01     |
| 35.  | Nordmazedonien (neu)                         | 1          | 03     | 0     | 0     | 3           | 02:08         | −6           | 0      |

## Besonderheiten
- Erstmals gelang England in einer Fußball-Europameisterschaft der Finaleinzug.
- Im Männerfußball standen sich England und Italien noch nie zuvor in einem Finale eines internationalen Turniers gegenüber.
- Zum zweiten Mal nach 1992 (Deutschland gegen die Niederlande) trafen in der Gruppenphase der amtierende Weltmeister (Frankreich) und der Titelverteidiger (Portugal) aufeinander.
- Italien gewann erstmals ein EM-Endrundenspiel mit drei Toren.
- Spanien gewann erstmals ein EM-Endrundenspiel mit fünf Toren.
- England gewann bei der zehnten Teilnahme erstmals sein Auftaktspiel.
- Finnland gewann als Debütant sein erstes Spiel, wie Jugoslawien und die Sowjetunion 1960, Spanien 1964, Italien 1968, Deutschland 1972, Irland 1988, Kroatien 1996, Norwegen 2000, die Ukraine 2012 und Wales 2016. Dabei hatten Jugoslawien (gegen Frankreich) und die Sowjetunion (gegen die Tschechoslowakei) 1960, Spanien 1964 (gegen Ungarn), Deutschland 1972 (gegen Belgien) und Wales 2016 (gegen die Slowakei) gegen einen weiteren Debütanten gewonnen.
- Deutschland verlor bei der 13. Teilnahme erstmals sein Auftaktspiel.
- Der Sieg von Österreich gegen Nordmazedonien im ersten Spiel war der erste Sieg Österreichs bei einem Großereignis seit dem Sieg gegen die Vereinigten Staaten bei der Fußball-Weltmeisterschaft 1990. Durch den Sieg gegen die Ukraine am dritten Spieltag war dies das erste Großereignis seit der Fußball-Weltmeisterschaft 1982, bei der Österreich zwei Spiele gewinnen konnte (damals gegen Algerien und Chile).
- Portugal konnte als erste Mannschaft zwei aufeinanderfolgende Spiele im Land des Gegners bei EM-Endrunden gewinnen: Das Finale 2016 in Frankreich sowie das erste Gruppenspiel 2021 gegen Ungarn. Dies gelang anschließend auch Belgien mit Siegen gegen Russland und Dänemark.
- Portugal kassierte beim 2:4 gegen Deutschland als erster Titelverteidiger 4 Gegentore in einem Spiel.
- Österreich gelangte erstmals seit Einführung der Gruppenphase in die Finalrunde einer Europameisterschaft. Das letzte Großereignis, bei dem Österreich in der Finalrunde zugegen war, war die Weltmeisterschaft 1982, die letzte K.o.-Runde die Fußball-Europameisterschaft 1960, die aber in zwei Spielen ausgetragen wurde und zur Qualifikation zählte. Die letzte K.-o.-Runde bei einer Endrunde erreichten die Österreicher bei der Weltmeisterschaft 1954.
- Dänemark wurde als erste Mannschaft mit einem Sieg und zwei Niederlagen mit drei Punkten Gruppenzweiter. Zuvor waren mindestens vier Punkte notwendig, um Gruppenzweiter zu werden.
- Von den vier Gruppendritten, die die Finalrunde erreichten, konnten im Achtelfinale mit Ausnahme von Portugal (ausgeschieden gegen Belgien) alle durch einen Sieg über einen Gruppenersten das Viertelfinale erreichen (Tschechien gegen Niederlande, Schweiz gegen Frankreich, Ukraine gegen Schweden); im Viertelfinale schieden dann alle drei aus (Tschechien gegen Dänemark, Schweiz gegen Spanien, Ukraine gegen England). 2016 gelang es lediglich Portugal, als Gruppendritter das Achtelfinale zu gewinnen und danach auch alle weiteren Spiele der Finalphase.
- Österreich trat am 26. Juni 2021 im Achtelfinale gegen Italien (1:2) zum 800. Spiel der Verbandsgeschichte an.[16]
- Das Spiel Belgiens gegen Portugal war das erste Spiel eines FIFA-Weltranglisten-Ersten gegen den Titelverteidiger bei einer EM-Endrunde. Zuvor war der Weltranglisten-Erste entweder selber Titelverteidiger (Spanien/2012) oder eine südamerikanische Mannschaft (Argentinien/2008 und 2016, Brasilien/1996, 2000, 2004).
- Die Schweiz konnte erstmals seit dem gewonnenen Achtelfinale bei der Weltmeisterschaft 1938 gegen das Deutsche Reich wieder ein K.-o.-Spiel für sich entscheiden. Die Schweiz erreichte zudem erstmals seit der Weltmeisterschaft 1954 ein Viertelfinale (damals war sie in der Hitzeschlacht von Lausanne gegen Österreich ausgeschieden).
- Italien konnte als erste Mannschaft bei einer Europameisterschaft alle drei Vorrundenspiele ohne Gegentor gewinnen.
- England (4:0 gg. die Ukraine), Italien (3:0 gegen die Türkei und die Schweiz), Österreich (3:1 gegen Nordmazedonien, zugleich erster Sieg) und Spanien (5:0 gegen die Slowakei) gelangen ihre höchsten EM-Siege bei diesem Turnier. Portugal, die Schweiz, die Slowakei und die Ukraine stellten ihre bisherige Bestmarke ein. Die Slowakei (0:5 gegen Spanien), die Ukraine (0:4 gegen England), Wales (0:4 gegen Dänemark) kassierten ihre höchste EM-Niederlage bei diesem Turnier; Österreich, Portugal, Russland, die Schweiz und die Türkei stellten ihre Negativmarken ein.
- England blieb als erste Mannschaft bei EM-Endrunden in fünf aufeinander folgenden Spielen ohne Gegentor.
- Zum ersten Mal seit der EM 1976 wurde das Finale einer Europameisterschaft erst im Elfmeterschießen entschieden. Auch 1976 waren beide Halbfinalspiele in die Verlängerung gegangen.

## Auswirkungen auf die FIFA-Weltrangliste
Da während der EM auch die Copa América 2021 und kurz danach der CONCACAF Gold Cup 2021 stattfand, zudem kurz nach der Berechnung der letzten Rangliste vor der EM noch WM-Qualifikationsspiele in Asien und den beiden Amerikas stattfanden, hängen die Veränderungen der europäischen Mannschaften in der Rangliste nicht nur von den Ergebnissen bei der EM ab. So blieb Frankreich zwar zweitbeste europäische Mannschaft, verlor den zweiten Platz in der FIFA-Rangliste aber an Brasilien. Daher wird hier bei den Platzierungen nur die Reihenfolge der europäischen Mannschaften vor und nach der EM berücksichtigt. Die meisten Punkte hinzu gewann Europameister Italien, nicht nur im Vergleich mit den europäischen, sondern auch den außereuropäischen Mannschaften. Beste nicht für die EM qualifizierte Mannschaft war Serbien als 17. in der europäischen Rangfolge und diesen Platz hält Serbien auch im August 2021.
| Mannschaft     | Mai 2021 | Mai 2021 | August 2021 | August 2021 | Veränderung | Veränderung | Bemerkung             |
| Mannschaft     | Platz    | Punkte   | Platz       | Punkte      | Plätze      | Punkte      | Bemerkung             |
| -------------- | -------- | -------- | ----------- | ----------- | ----------- | ----------- | --------------------- |
| Belgien        | 1        | 1783,38  | 1           | 1822,34     | (=)         | +38,96      |                       |
| Frankreich     | 2        | 1757,30  | 2           | 1761,77     | (=)         | +4,47       |                       |
| England        | 3        | 1686,78  | 3           | 1752,83     | (=)         | +66,05      |                       |
| Italien        | 6        | 1642,06  | 4           | 1744,67     | ▲2          | +102,61     | Größter Punktgewinn   |
| Spanien        | 5        | 1648,13  | 5           | 1680,44     | (=)         | +32,31      |                       |
| Portugal       | 4        | 1666,12  | 6           | 1661,51     | ▼2          | −4,61       |                       |
| Dänemark       | 7        | 1642,28  | 7           | 1631,55     | (=)         | +10,73      |                       |
| Niederlande    | 11       | 1598,04  | 8           | 1637,48     | ▲3          | +39,44      |                       |
| Schweiz        | 9        | 1606,21  | 9           | 1621,37     | (=)         | +15,16      |                       |
| Deutschland    | 8        | 1609,12  | 10          | 1613,29     | ▼2          | +4,17       |                       |
| Schweden       | 13       | 1569,81  | 11          | 1606,81     | ▲2          | +36,98      |                       |
| Kroatien       | 10       | 1605,75  | 12          | 1594,36     | ▼2          | −11,39      |                       |
| Wales          | 12       | 1570,36  | 13          | 1567,29     | ▼1          | −3,07       |                       |
| Österreich     | 15       | 1514,64  | 14          | 1522,70     | ▲1          | +11,70      |                       |
| Ukraine        | 16       | 1514,64  | 15          | 1522,70     | ▲1          | +8,06       |                       |
| Polen          | 14       | 1549,87  | 16          | 1516,27     | ▼2          | −33,60      |                       |
| Tschechien     | 22       | 1458,81  | 18          | 1492,65     | ▲4          | +33,84      |                       |
| Ungarn         | 20       | 1468,75  | 19          | 1474,36     | ▲1          | +5,61       |                       |
| Slowakei       | 19       | 1475,24  | 20          | 1467,40     | ▼1          | −7,84       |                       |
| Türkei         | 18       | 1505,05  | 21          | 1463,91     | ▼3          | −41,14      | Höchster Punktverlust |
| Russland       | 21       | 1462,65  | 22          | 1462,24     | ▼1          | −0,41       |                       |
| Schottland     | 25       | 1441,43  | 27          | 1424,77     | ▼2          | −16,66      |                       |
| Finnland       | 30       | 1410,82  | 30          | 1403,92     | (=)         | −6,90       |                       |
| Nordmazedonien | 32       | 1374,73  | 35          | 1342,92     | ▼3          | −31,81      |                       |

| Verbessert             | keine Änderung | Verschlechtert |
| Quelle der Werte: FIFA |                |                |

## Qualifikation
An der Qualifikation nahm die Rekordzahl von 55 Mannschaften teil, da es keine direkt qualifizierten Gastgeber gab. Es qualifizierten sich die Gruppensieger und -zweiten aus je fünf Fünfer- und Sechsergruppen. Zudem konnten sich vier Mannschaften über die Play-offs der UEFA Nations League 2018/19 qualifizieren. Alle bisherigen Europameister außer Griechenland qualifizierten sich. Von den Teilnehmern der letzten EM (2016) qualifizierten sich dagegen Albanien, Irland, Island, Nordirland und Rumänien nicht. Erstmals nahmen Finnland und Nordmazedonien teil. Für Nordmazedonien war es die erste Teilnahme überhaupt an einem großen Fußballturnier. Letztes großes Turnier für die Finnen waren die Olympischen Spiele 1936, bei dem sie im Achtelfinale mit 3:7 gegen Peru ausschieden. Nach fünf erfolglosen Versuchen konnte sich Schottland wieder qualifizieren. Dänemark und die Niederlande hatten die letzte EM-Endrunde verpasst.